# Naryjeu
Naryjeu (en georgiano: ნარჯხეუ; en abjasio: Нарџьхьеу) es una aldea que pertenece a la parcialmente reconocida República de Abjasia, dentro del Distrito de Tkvarcheli, aunque de iure es parte del municipio de Ochmachire de la República Autónoma de Abjasia de Georgia.

## Geografía
Naryjeu se encuentra en las estribaciones sudorientales de Abjasia, a 5 km de Tkvarcheli y a 35 km de Ochamchire. La aldea se administra desde el pueblo de Agubedia.  

## Economía
La elaboración de té se desarrolló durante el período soviético.   